# Macy's
Macy's /'meɪsiz/, tên ban đầu R. H. Macy & Co., là một chuỗi cửa hàng do Macy's, Inc. sở hữu. Đây là một trong hai chuỗi cửa hàng thuộc sở hữu của công ty, còn một chuỗi cửa hàng khác là Bloomingdale. Tính đến  tháng 7 năm 2016, Macy điều hành 728 cửa hàng bách hóa ở lục địa Hoa Kỳ, Hawaii, Puerto Rico, và Guam, bao gồm tòa nhà chính Macy Herald Square  ở Midtown Manhattan, Thành phố New York.
Macy's đã tổ chức cuộc diễu hành Lễ Tạ ơn Macy hàng năm tại thành phố New York từ năm 1924 và đã tài trợ cho lễ pháo hoa quốc khánh Mỹ hàng năm của thành phố từ năm 1976. Herald Square của Macy là một trong những cửa hàng bách hóa lớn nhất thế giới. Một trong những dự án lớn nhất của công ty là áp dụng và cải tiến nhu cầu cung cấp đồ dùng thiết thực toàn quốc và mở rộng hơn.